# Terrence Steadman
Terrence Steadman interpretat de John Billingsley apoi de Jeff Perry, este un personaj din serialul de televiziune Prison Break difuzat de Fox.